# Alignement de Lostmarc'h
L'alignement de Lostmarc'h est un alignement mégalithique situé sur la commune de Crozon, dans le département du Finistère en France.

## Historique
En 1835, de Fréminville mentionne deux alignements, le plus grand comportant onze pierres. En 1876, René-François Le Men mentionne lui-aussi « deux alignements parallèles formés l'un de onze pierres et l'autre de trois ». En 1880, selon les indications d'une carte de Paul du Châtellier le site comporte encore onze pierres. En 1910, selon les observations du commandant Alfred Devoir treize pierres sur deux lignes, dont cinq encore debout, sont visibles. En 1929, B. Le Pontois signale que le site est dans « un état lamentable ». Le site est inscrit au titre des monuments historiques par arrêté du 23 mai 1980.

## Description
L'alignement se compose environ d'une quinzaine de menhirs, dont six encore debout. Le plus grand menhir mesure 2,90 m de hauteur. Bien que la pointe de Lostmarc'h soit constituée d'écailles ordoviciennes à base d'ampélites riches en sulfures, les pierres de l'alignement sont toutes en quartzite, les blocs ayant été prélevés un peu plus loin, dans les falaises de la Longue Pointe.